# Добжен Велки
Вѐлки До̀бжен или До̀бжен Вѐлки (на полски: Dobrzeń Wielki) е село в Южна Полша, Ополско войводство, Ополски окръг. Административен център на община Велки Добжен. Според Полската статистическа служба към 31 декември 2009 г. селото има 4285 жители.

## Местоположение
Селото се намира в географския макрорегион Силезка равнина, който е част от Централноевропейската равнина. Разположено е край републикански път 454, 457 и железопътна линия 277, на 15 km северно от център Ополе.

## Забележителности
В Регистърът на недвижимите паметници на Националния институт за наследството е вписано:
- Църква „Св. Рох“ от 1658 г.